# Луцій Марцій Цензорін (консул 149 року до н. е.)
Луцій Марцій Цензорін (лат. Lucius Marcius Censorinus, ? — після 147 до н. е.) — політичний, державний та військовий діяч Римської республіки, консул 149 року до н. е., цензор 147 року до н. е.

## Життєпис
Походив з патриціанського роду Марціїв. Син Гая Марція Цензоріна. 
У 160 році до н. е. його обрано еділом. Під час своєї каденції провів Римські ігри, де була представлена комедія Теренція «Свекруха». У 152 році до н. е. обрано претором.
У 149 році до н. е. його обрано консулом разом з Манієм Манілієм. Йому з колегою було доручено розпочати війну з Карфагеном. Луцій Марцій Цензорін очолив римський флот й прибув до Лілебею. У відповідь карфагеняни надіслали посольство з пропозицію укласти новий договір. На противагу цьому Цензорін та Манілій поставили вимогу: протягом 30 днів надати 300 заручників з родин членів уряду та ради 104. Після того, як ця вимога була виконана, консули стали вимагати віддати римлянам усі арсенали зброю та катапульти. Коли й це Карфаген виконав, Цензорін з колегою заявили, що населення Карфагену повинно залишити місто й перебратися на 15 км углиб Африки. Для посилення своїх погроз Цензорін поставив флот у вході до карфагенської гавані. Водночас розпочав перемовини з Массанассою, царем Нумідії, який був незадоволений діями Риму, тому що сам бажав підкорити Карфаген. після відмови карфагенян виконувати вимоги римлян, консули розпочали бойові дії. Цензорін намагався з моря та узбережжя захопити гавань та передмістя, проте зазнав поразки від Гамількара Фамеї, а незабаром внаслідок хвороб легіонерів відступив до кораблів. Восени 149 році до н. е. вирушив до Риму для обрання нових консулів.
У 147 році до н. е. його обрано цензором разом з Луцієм Корнелієм Лентулом Лупом. Про подальшу долю немає відомостей.